# Isabelle Lafleur
Isabelle Lafleur est une femme d'affaires, chef d'entreprise et femme politique française de Nouvelle-Calédonie, née le 17 septembre 1954 à Nouméa. Fille de l'ancien député Jacques Lafleur, elle lui a succédé à son décès le 4 décembre 2010 à la présidence du parti politique du Rassemblement pour la Calédonie (RPC) qu'il avait fondé en 2006. En décembre 2017, elle participe à la formation d'un nouveau mouvement, Les Républicains calédoniens (LRC), dont elle devient la présidente d'honneur, et est nommée coresponsable, aux côtés de Sonia Lagarde, du comité politique local de La République en marche (LREM) en Nouvelle-Calédonie en mai 2018.

## Origines et formation

### Issue d'une dynastie politique et industrielle
Isabelle, Jacqueline Lafleur est la petite-fille de l'industriel et propriétaire de mine Henri Lafleur (1902-1974), qui fut le premier sénateur de l'archipel de 1947 à 1955 et de 1959 à 1974 sous les couleurs des Républicains indépendants ainsi que l'une des figures locales de l'opposition à la domination de l'Union calédonienne (UC) de Maurice Lenormand, et de Claudine Spahr (1901-1957). Du côté de Henri Lafleur, elle a des origines lorraines par son arrière-grand-père Arthur Lafleur, le pionnier de la famille en Nouvelle-Calédonie arrivé comme commis de l'administration pénitientiaire, et italiennes de Sicile par son arrière-grand-mère, Cécilia Dignola, fille d'un forçat originaire de Messine déporté aux travaux forcés à Nouméa puis Bourail en 1879. Par sa grand-mère Claudine Spahr, elle a des origines protestantes alsaciennes et dauphinoises. 
Elle est le premier enfant de Jacques Lafleur (1932-2010), qui, avec ses frères Claude (né en 1930) et Jean (1935-1986), a repris les affaires familiales, mais qui est surtout connu pour sa carrière politique. Député de 1978 à 2007 et président de l'Assemblée de la Province Sud de sa création en 1989 à 2004, Jacques Lafleur fut en effet le chef historique du camp anti-indépendantiste en tant que fondateur et premier président du Rassemblement pour la Calédonie dans la République (RPCR) de 1977 à 2004, un parti qui a dominé la vie politique néo-calédonienne pendant toute cette période. Il fut également le principal signataire, avec le dirigeant indépendantiste Jean-Marie Tjibaou et le Premier ministre français Michel Rocard, des accords de Matignon de 1988 qui ont ramené la paix dans l'archipel après quatre années de quasi guerre civile entre partisans et opposants de l'indépendance, puis de l'accord de Nouméa de 1998. 
Par sa mère, Roberte Charon (née en 1932), elle est la petite-fille de Robert Charon, commerçant originaire du Havre et installé à Tahiti où il a été président de la Ligue de la France Libre de 1942 à 1948, de la section locale de la Ligue des droits de l'Homme (LDH) de 1939 à 1949 et le consul honoraire de Norvège en Polynésie française, ainsi que délégué à l'Assemblée consultative provisoire d'Alger de 1943 à 1944. 
Son frère cadet, Pascal (né en 1961), et elle gèrent les affaires de leur père depuis les années 1990.

### Famille
Elle a épousé Benoist André, avocat spécialisé dans les dommages corporels à Paris, dont elle est divorcée. Elle a eu avec celui-ci trois enfants, :
- Coralie André (née en 1980), comédienne (Plaisir de Nuire, Joie de Décevoir).
- Laurence André (née le 1er juillet 1984), avocate au barreau de Paris depuis 2012, spécialisée dans le droit de l'environnement[3].
- Charles André (né le 6 mars 1988), cadre en management dans l'hôtellerie.

### Formation et vie en Métropole
Elle passe son enfance entre Nouméa, où elle suit sa scolarité jusqu'au Lycée Lapérouse dont elle sort avec le baccalauréat en 1972, et la propriété familiale de Ouaco, à Kaala-Gomen. Elle réalise ensuite des études en droit privé à l'université Paris II Panthéon-Assas à partir de 1973, et, après avoir fondé une famille en Métropole, elle revient en Nouvelle-Calédonie en 1993.

## Une chef d'entreprise locale

### Les affaires familiales
Elle dirige une partie des affaires du groupe familial. Elle est notamment présidente directrice générale de Cellocal (société créée en 1982 par son père, spécialisée dans la fabrication, l’importation et la distribution de produits d’hygiène beauté, infantile, collective, médicale et para-médicale, d'emballages et produits d’entretien), et de Sofaplast (entreprise de fabrication d'emballages plastiques fondée en 1987). 

### Une patronne de presse
Isabelle Lafleur, décrite par le quotidien Les Nouvelles calédoniennes comme « ayant toujours rêvé de faire du journalisme », a créé plusieurs médias et magazines locaux en Nouvelle-Calédonie, dans lesquels elle écrit elle-même. Elle est ainsi à l'origine du magazine trimestriel féminin Iliennes, publié à partir de 1997, l'hebdomadaire sur les identités néo-calédoniennes Dimanche matin en 1998 et 1999 et, à partir de 2006, l'hebdomadaire d'information, de société et d'expression politique Demain en Nouvelle-Calédonie (DNC) dont elle est la directrice de publication.   

## Carrière politique

### Succession de son père
Elle se lance assez tardivement sur le devant de la scène politique. Elle participe à la campagne du nouveau parti de son père, le Rassemblement pour la Calédonie (RPC), pour les élections provinciales du 10 mai 2009. Elle admet alors mener des discussions avec d'autres partis anti-indépendantistes, comme l'Avenir ensemble de Didier Leroux et Harold Martin, mais rejette toute alliance, ralliement ou même candidature de sa part : « Je n'aspire pas à être élue. En revanche, tout comme mon père, j'ai envie de voir la Calédonie aller dans le bon sens. Il me semble important de prolonger sa vision et sa recherche d'une solution consensuelle par une participation à l'action politique. ».   
Après le décès de son père le 4 décembre 2010, elle prend la présidence du RPC. Le 20 mars 2012, le comité directeur du parti décide de présenter sa candidature aux élections législatives de juin 2012 dans la 1re circonscription (Nouméa, Île des Pins, Îles Loyauté). Elle fait campagne sur le thème du « Pacte cinquantenaire » énoncé en 2009 par Jacques Lafleur, consistant à éviter le référendum d'autodétermination prévu entre 2014 et 2018, considéré comme dangereux pour la stabilité et la paix civile, au profit d'un nouvel accord transitoire portant sur 50 ans « pour assurer un développement économique et social pour tous, notamment en exploitant le potentiel maritime ». Elle promet aussi de défendre une moralisation de la vie publique (parlant de non-cumul des mandats et de lutte contre la corruption) et de militer pour revenir sur le « gel » décidé en 2007 du corps électoral autorisé à voter pour les élections provinciales. Tout en appelant à l'unité des partisans du maintien dans la France, elle critique les deux principales figures antagonistes du camp anti-indépendantiste : l'ancien député devenu sénateur et président du Rassemblement-UMP (nom porté depuis 2004 par l'ancien RPCR) Pierre Frogier « qui a annoncé son initiative sur les drapeaux sans même consulter [l'autre député] Gaël Yanno, qui a placé un indépendantiste à la tête du Congrès » ; le dirigeant de Calédonie ensemble Philippe Gomès en raison de ses ennuis judiciaires (condamné en première instance avant le scrutin, il est acquitté ensuite en appel), déclarant à son sujet : « Est-ce qu’un homme qui vient d’être condamné pour prise illégale d’intérêt peut valablement porter la voix des Calédoniens ? ». Elle met de plus en avant ouvertement son nom et son héritage familial : « je porte un nom connu à Paris, plus que Gay ou Gomès. Un nom qui ouvre bien des portes. Ce sera utile dans les années qui viennent. Je ne vous demande pas de voter pour Isabelle, je vous demande de voter pour le nom de Lafleur ». Elle arrive en quatrième position sur huit candidats au premier tour, derrière le sortant du Rassemblement-UMP (nom porté depuis 2004 par l'ancien RPCR) Gaël Yanno, la non-indépendantiste de Calédonie ensemble Sonia Lagarde et le candidat unitaire indépendantiste du FLNKS Robert Xowie, obtenant 3 697 voix et 10,52 % des suffrages exprimés. 

### Cofondatrice de l'UCF
Pour le second tour, elle n'appelle à voter pour aucun des candidats encore en lice, y compris dans la 2e circonscription où un indépendantiste est arrivé en tête au premier tour et doit affronter Philippe Gomès. Elle justifie ce choix par une critique vive de toutes les forces encore en présence : « Le RPC considère que la stratégie menée par le Rump a été sanctionnée par les électeurs lors du premier tour, car elle ne correspond pas aux attentes des Calédoniens. Le Rump a trompé les Calédoniens et a privilégié l’intérêt de ses leaders à celui de la population. Le RPC s’oppose aussi à la volonté d’hégémonie de Philippe Gomès et à sa politique qui mènera la Nouvelle-Calédonie aux portes de l’indépendance. [...] Ni le Rump ni Calédonie ensemble ne proposent un projet dans lequel le RPC se reconnaît » et « dans la seconde circonscription les deux candidats nous amènent vers l’indépendance, l’un officiellement, l’autre de façon déguisée ». Cette décision provoque la défection le 18 juin suivant du dernier élu dont disposait le parti au Congrès, Jean-Luc Régent, qui pour sa part a soutenu alors Philippe Gomès dans la 2e circonscription en tant que dernier candidat « loyaliste » face à l'indépendantiste Jean-Pierre Djaïwé.
Le 17 octobre 2013, en vue des échéances électorales de 2014 (municipales et provinciales), et après plusieurs mois de négociations en vue d'obtenir une union des partis anti-indépendantistes, elle participe à la formation de l'Union pour la Calédonie dans la France (UCF) unissant le RPC au nouveau Mouvement populaire calédonien (MPC, dissidence récente du Rassemblement-UMP) de Gaël Yanno et au Mouvement républicain calédonien (MRC, fondé en 2010 par des opposants à la proposition des deux drapeaux) du conseiller municipal de Nouméa Philippe Blaise. Ils signent « un socle commun de valeurs » en huit points, dont surtout « le maintien de manière durable, dans une large autonomie, de la Calédonie dans la République française », « le retour d’une citoyenneté calédonienne ouverte, avec une condition d’accès de dix ans glissants et l’intégration des conjoints, au terme de l’Accord de Nouméa », « le non-transfert des compétences de l’article 27 de la loi organique », « la garantie du droit de propriété de tous les habitants de la Nouvelle-Calédonie », « la révision de la clé de répartition » entre les provinces, « la mise en place de pratiques de bonne gouvernance, pour garantir l’intégrité des élus calédoniens » ou encore « la recherche d’un drapeau » et « le maintien du nom du pays ». Isabelle Lafleur affirme alors que la porte de cette alliance « n’est pas fermée » aux autres mouvements non-indépendantistes, y compris la section locale du FN. Au sujet de ce dernier, elle affirme qu'il « n’est pas vraiment pour l’accord de Nouméa, c’est ce qui me gênait un petit peu. Mais [des membres du FN] faisaient partie de la première réunion que j’ai eue avec Simon Loueckhote ». Cette UCF apparaît alors comme l'une des trois forces anti-indépendantistes en présence pour les scrutins de 2014, avec l'Engagement pour une Calédonie dans la France (ECF, qui prend le nom pour la campagne de « Front pour l'unité », regroupant autour du Rassemblement-UMP de Pierre Frogier le LMD de Simon Loueckhote, l'Avenir ensemble d'Harold Martin et Didier Leroux) et Calédonie ensemble. 

### Premiers mandats électifs
Isabelle Lafleur est candidate en deuxième position sur la liste « Union pour Nouméa » menée par Gaël Yanno aux élections municipales de mars 2014 dans le chef-lieu néo-calédonien. Cette formation, officiellement investie par l'UMP, arrive en deuxième place du premier tour le 23 mars avec 11 875 voix et 34,66 % des suffrages exprimés, talonnant la liste de Calédonie ensemble tirée par Sonia Lagarde (536 votes et 1,62 points d'écarts) et fusionnant entre les deux tours avec la liste de l'ECF de Jean-Claude Briault qui a recueilli pour sa part 5 284 votes et 15,42 % des voix. Ils appellent à faire « barrage à Sonia Lagarde », concentrant leurs attaques sur l'appel à voter pour cette dernière de Marie-Claude Tjibaou, candidate du Parti socialiste local et du Palika. Ils sont toutefois battus au second tour, avec 16 588 bulletins et 48,38 % pour 13 sièges sur 53. Isabelle Lafleur obtient alors son premier mandat électif en tant que conseillère municipale de Nouméa siégeant dans l'opposition au nouveau maire, Sonia Lagarde.  
Pour les élections provinciales du 11 mai 2014, elle est présente en troisième place sur la liste de l'UCF en Province Sud, cette fois-ci tirée par Sonia Backès tandis que Gaël Yanno y figure en deuxième position. Faisant campagne pour leur « socle commun de valeurs » et le déclenchement du premier référendum d'autodétermination dès 2015 si les négociations pour une autre solution n'ont rien donné d'ici là, afin de ne pas inquiéter les milieux économiques et les investisseurs par une situation institutionnelle trop incertaine, ils arrivent troisième du scrutin, au coude à coude avec les listes du FPU de Cynthia Ligeard (qui a réuni 1 040 votes et 1,53 points de plus) et celle d'union des indépendantistes de Rock Wamytan (qui a fait 154 voix et 0,22 points de moins), en obtenant 12 517 bulletins soit 18,35 % des suffrages exprimés et 8 sièges sur 40 à l'assemblée provinciale, dont 6 également au Congrès. Isabelle Lafleur fait donc son entrée dans ces deux institutions, où elle s'inscrit dans la nouvelle majorité non-indépendantiste unissant par un « contrat de gouvernance solidaire » les trois adversaires de la campagne, à savoir Calédonie ensemble, le FPU et l'UCF, qui totalisent 33 élus à l'assemblée de la Province Sud et 29 sur 54 au Congrès. Dans ce cadre, Isabelle Lafleur est portée au bureau du Congrès, désormais présidé par Gaël Yanno, en étant élue à l'un des deux postes de secrétaire.